# Галявина МАН

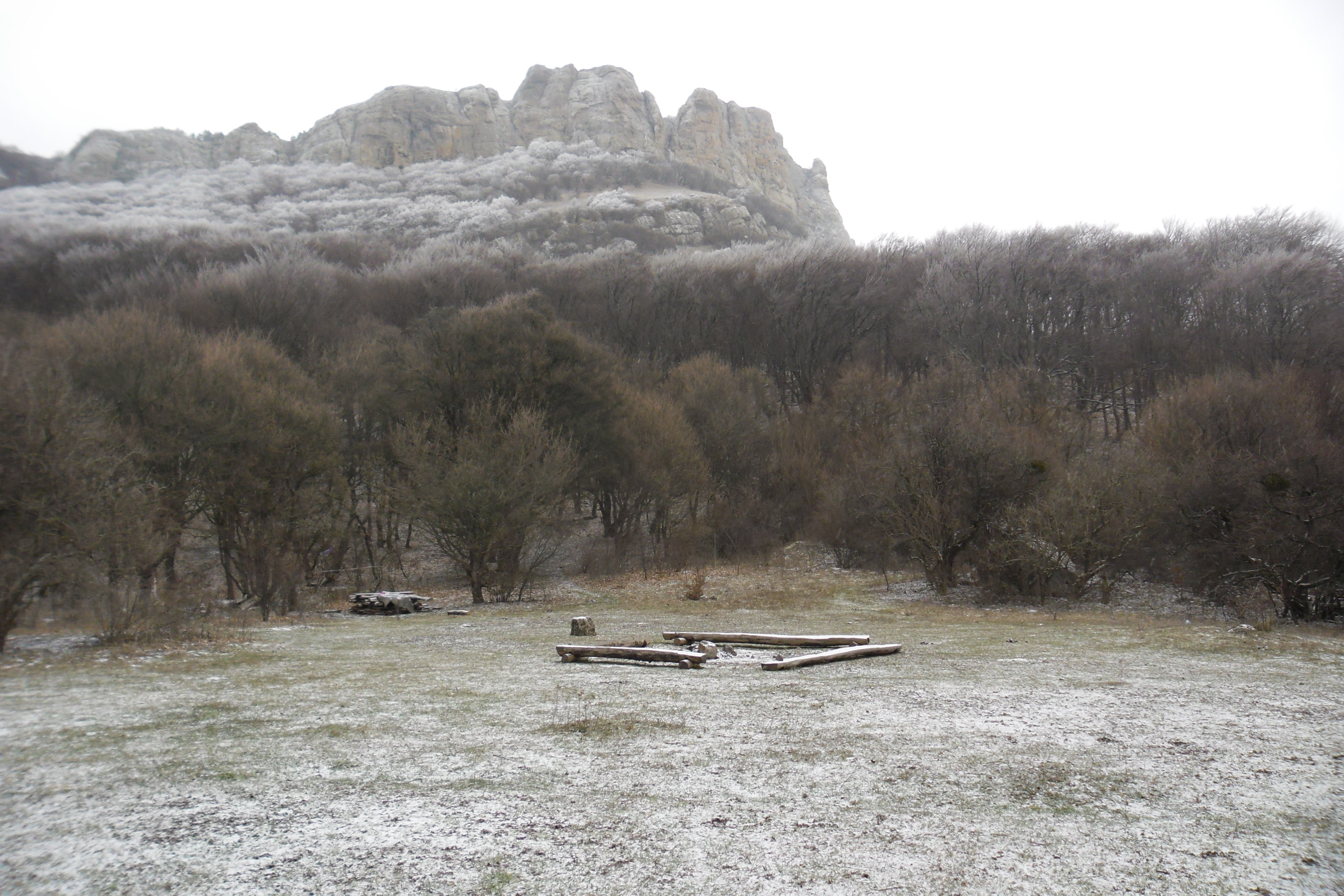
Галявина МАН. На другому плані — скелі Демерджі.

Галявина МАН (Галявина Малої академії наук) — відомий рекреаційний та туристичний об'єкт в Криму. Розташована поблизу західних схилів Демерджі на території Алуштинського лісництва. Місце масового відпочинку і зборів туристів. Має стоянки, бівуаки, спортивний майданчик.
Джерела: N44.77305 E34.37725, N44.76923 E34.37965, N44.76965 E34.37648.
Через галявину проходить туристичний маршрут 129 і 134.
Найближчі населені пункти: селища Лучисте та Лаванда.
Найближчі цікаві туристичні об'єкти: водоспад Джурла, «Долина привидів», Фуна (фортеця).

## Галерея

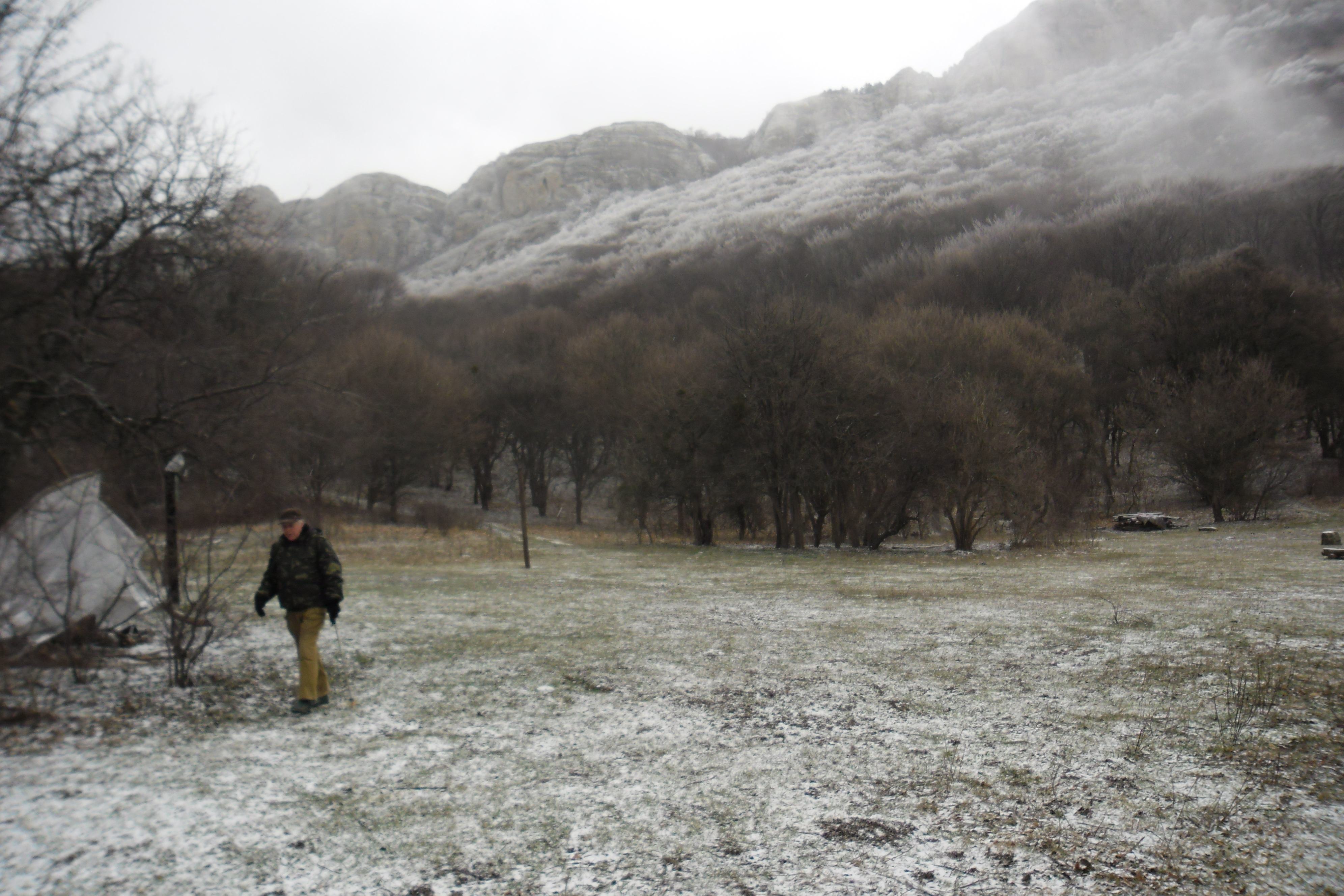
Фрагмент Галявини МАН
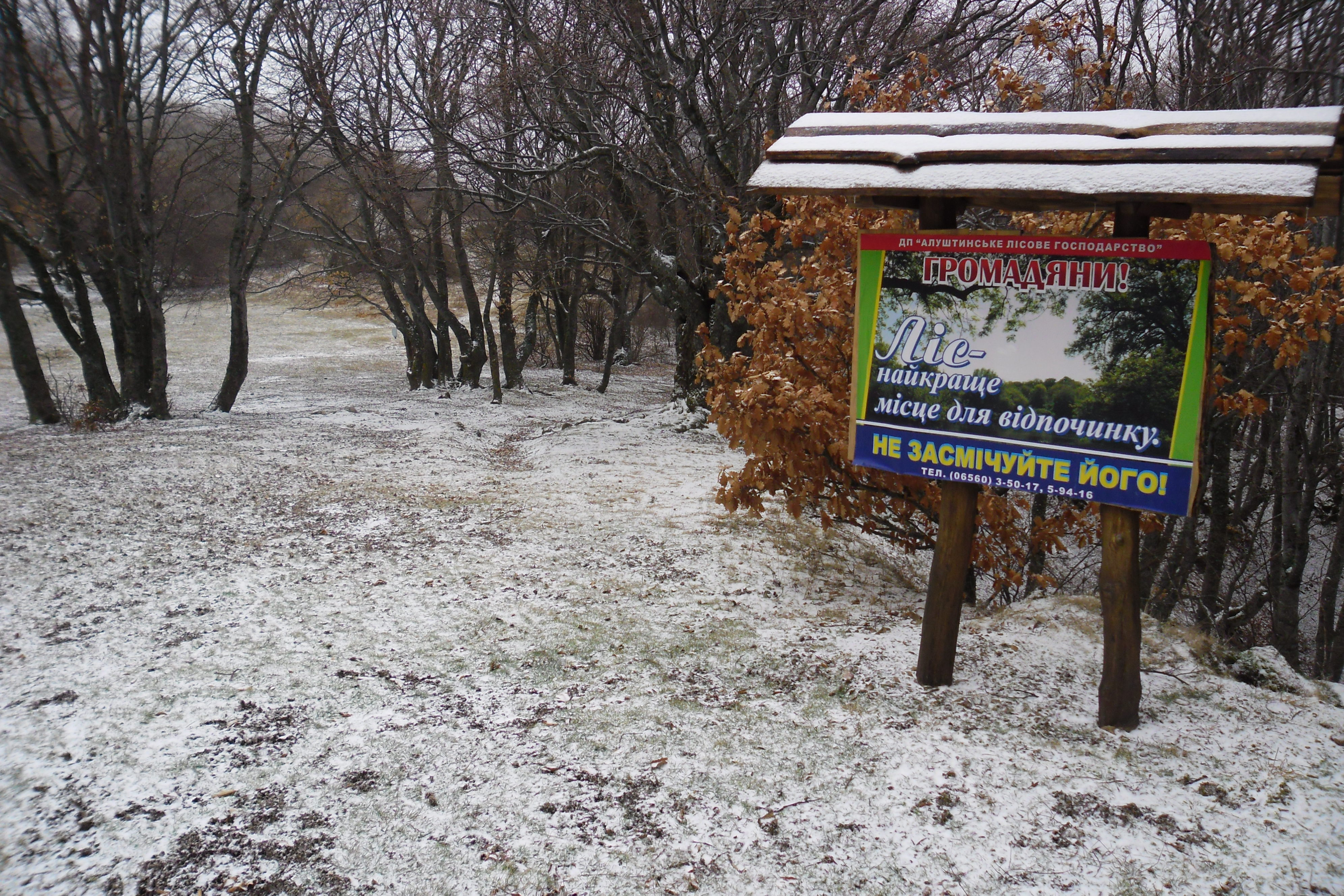
Фрагмент Галявини МАН
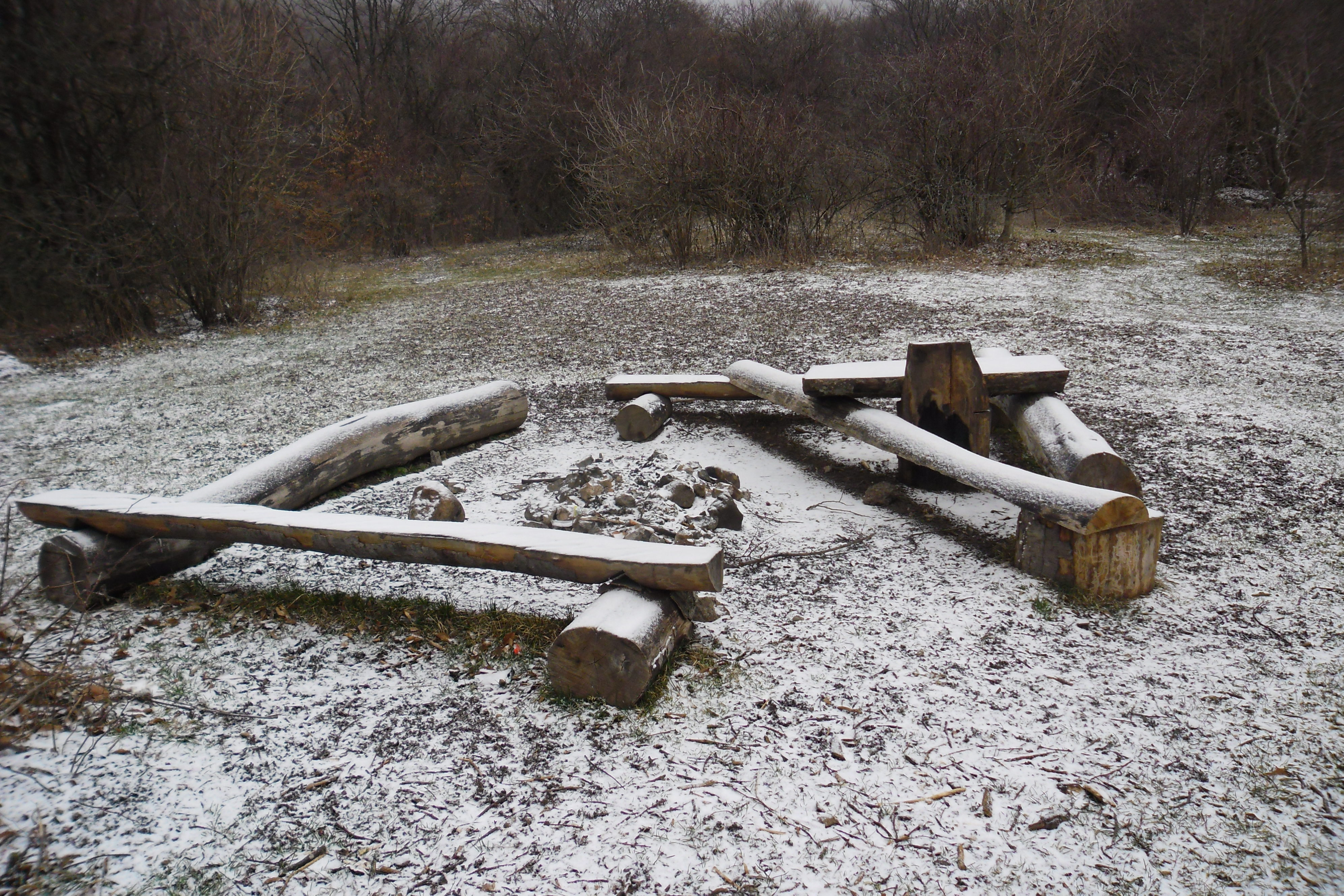
Бівуак на Галявині МАН